# Миломир Чворић
Миломир Чворић (Чачак, 17. јануара 2002) српски је фудбалер који тренутно наступа за Бродарац.

## Каријера
Чворић је тренирао у фудбалском клубу Гуча из истоименог места у Општини Лучани, а касније је прешао у школу ОФК Београда. У јуну 2017. учествовао је на Турниру пријатељства, одржаном у Бијељини, где је његову екипу у полуфиналу елиминисала Црвена звезда. Нешто касније, истог лета, Чворић је прешао у редове тадашњег ривала и прикључио се кадетској екипи Црвене звезде. Са клубом је потписао уговор о стипендирању. Следеће године је уступљен Графичару, те је у наредном периоду наступао за млађе селекције тог клуба.
Услед прекида сезоне 2019/20, због проглашеног ванредног стања, обустављена су сва спортска такмичења, док је на седници Фудбалског савеза Србије озваничен крај аматерских рангова и лига млађих категорија закључно са даном прекида. Истовремено је укинуто доигравање у Првој лиги Србије, а формат такмичења за наредну сезону промењен, уз проширење лиге на 18 тимова. Чворић је прикључен првом тиму Графичара као бонус играч, а на последњем прволигашком сусрету, када је Графичар гостовао Синђелићу у Шумицама, уврштен је у протокол. У игру је ушао са клупе за резервне играче у 68. минуту, заменивши на терену Матију Мркелу. Графичар је на тој утакмици победио резултатом 5 : 0, а на табели Прве лиге Србије заузео је друго место. Одмах затим, одазвао се и првој прозивци Графичара за такмичарску 2020/21, која је одржана 9. јула 2020. године. После тога је прошао припремни период са екипом.
Пред почетак такмичарске 2021/22. у Првој лиги Србије, Чворић је потписао трогодишњи уговор са Мачвом из Шапца.

## Репрезентација
У мају 2016. године, Чворић је добио позив у најмлађу репрезентативну селекцију, узраста до 14 година старости, са којом је учествовао на турниру у Загребу. Ту је наступио на сусрету са домаћом екипом Хрватске, односно са Црном Гором. На затварању турнира, против Сједињених Америчких Држава, није улазио у игру. Селекција Србије остварила је све три победе и освојила 9 бодова, уз гол гол-разлику 5 : 0.

## Статистика

### Клупска
Ажурирано 26. децембра 2022.
|                      |          |                  |    |   |   |   |   |   |   |   |    |   |  |  |
| Графичар (позајмица) | 2019/20. | Прва лига Србије | 1  | 0 | — | — | — | — | — | — | 1  | 0 |  |  |
| Графичар (позајмица) | 2020/21. | Прва лига Србије | 0  | 0 | 0 | 0 | — | — | — | — | 0  | 0 |  |  |
| Графичар (позајмица) | Укупно   | Укупно           | 1  | 0 | 0 | 0 | — | — | — | — | 1  | 0 |  |  |
|                      |          |                  |    |   |   |   |   |   |   |   |    |   |  |  |
| Мачва Шабац          | 2021/22. | Прва лига Србије | 21 | 0 | 1 | 0 | — | — | — | — | 22 | 0 |  |  |
|                      |          |                  |    |   |   |   |   |   |   |   |    |   |  |  |
| Каријера             | Каријера | Каријера         | 22 | 0 | 1 | 0 | — | — | — | — | 23 | 0 |  |  |
|                      |          |                  |    |   |   |   |   |   |   |   |    |   |  |  |

### Утакмице у дресу репрезентације
| Репрезентација Србије у узрасту до 14 година старости | Репрезентација Србије у узрасту до 14 година старости | Репрезентација Србије у узрасту до 14 година старости | Репрезентација Србије у узрасту до 14 година старости | Репрезентација Србије у узрасту до 14 година старости | Репрезентација Србије у узрасту до 14 година старости | Репрезентација Србије у узрасту до 14 година старости | Репрезентација Србије у узрасту до 14 година старости | Репрезентација Србије у узрасту до 14 година старости | Репрезентација Србије у узрасту до 14 година старости |
| #                                                     | Датум                                                 | Такмичење                                             | Локација                                              | Домаћин                                               | Резултат                                              | Гост                                                  | Реф.                                                  |                                                       |                                                       |
| ----------------------------------------------------- | ----------------------------------------------------- | ----------------------------------------------------- | ----------------------------------------------------- | ----------------------------------------------------- | ----------------------------------------------------- | ----------------------------------------------------- | ----------------------------------------------------- | ----------------------------------------------------- | ----------------------------------------------------- |
| 1.                                                    | 2. јун 2016.                                          | Међународни турнир у Хрватској                        | Стадион НК Шпанско, Загреб                            | Хрватска                                              | 0 : 1                                                 | Србија                                                | [ 34 ]                                                |                                                       |                                                       |
| 2.                                                    | 3. јун 2016.                                          | Међународни турнир у Хрватској                        | Стадион НК Шпанско, Загреб                            | Србија                                                | 2 : 0                                                 | Црна Гора                                             | [ 35 ]                                                |                                                       |                                                       |
| 2                                                     | Укупан број утакмица и постигнутих погодака           | Укупан број утакмица и постигнутих погодака           | Укупан број утакмица и постигнутих погодака           | Укупан број утакмица и постигнутих погодака           | Укупан број утакмица и постигнутих погодака           | Укупан број утакмица и постигнутих погодака           | Укупан број утакмица и постигнутих погодака           |                                                       |                                                       |